# منتخب إيطاليا تحت 16 سنة لكرة السلة للرجال
منتخب إيطاليا تحت 16 سنة لكرة السلة للرجال (بالإيطالية: Nazionale Under-16 di pallacanestro dell'Italia)‏ هو ممثل إيطاليا الرسمي في المنافسات الدولية في كرة السلة تحت 16 سنة.

## وصلات خارجية
- الموقع الرسمي